# Ricania moluccana
Ricania moluccana är en insektsart som beskrevs av George Willis Kirkaldy 1913. Ricania moluccana ingår i släktet Ricania och familjen Ricaniidae. Inga underarter finns listade i Catalogue of Life.